# Juan Navia
Juan Navia is een Chileens toetsenist, bandleider, dirigent, arrangeur en producer. Hij was in Suriname bandleider en pianist van Salsa on Sunday en de bedenker van het festival SuriPop. In Nederland speelde hij in de formaties Palante en De Nazaten.

## Biografie
Juan Navia was in de jaren zeventig pianist en bandleider van Salsa on Sunday (S.O.S.), met wekelijkse optredens bij Torarica. Daar leidde hij samen met August Dompig ook de Torarica Band, met onder meer Stanley Mandikarija in de gelederen.
Navia was de bedenker van het componistenfestival SuriPop. De stichting ervan werd in 1978 met vrienden opgericht, en de eerste editie vond in Theater Thalia plaats in 1982. Hij was de eerste dirigent van het orkest van SuriPop.
Hij arrangeerde ook muziek, zoals in 1979 de single Sing sing a song van de Amerikaanse zangeres Terry Madison en in 1986 de maxisingle Agar aap na hote van Shailendra & Sharda. Ook produceerde hij de albums die voortkwamen uit SuriPop.
Eind jaren tachtig, begin jaren negentig vertrok hij naar Nederland. Ook sindsdien bleef hij betrokken bij SuriPop. Hij speelde in bands als Palante en De Nazaten. Daarnaast arrangeert hij werk en geeft hij muziekworkshops.